# Sent Pardol de Miramont
Sant Pardol e Isaac (en francès Saint-Pardoux-Isaac) és un municipi francès situat al departament d'Òlt i Garona i a la regió de la Nova Aquitània.

## Demografia
| 1962                                       | 1968 | 1975  | 1982  | 1990  | 1999  | 2007  |
| ------------------------------------------ | ---- | ----- | ----- | ----- | ----- | ----- |
| 523                                        | 910  | 1.363 | 1.372 | 1.348 | 1.215 | 1.163 |
| Des de 1962: població sense dobles comptes |      |       |       |       |       |       |

## Administració
| Període | Identitat  | Partit |
| ------- | ---------- | ------ |
| 1989-   | Cyr Le Bot | UDF    |